# Камісоль

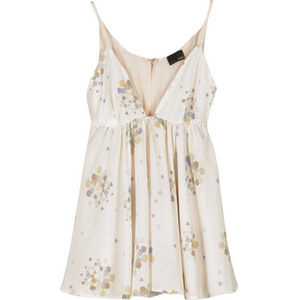
Камісоль з шовку

Камісоль (фр. camisole — «камзол», від лат. camisia) предмет жіночої білизни, що являє собою короткий топ на бретельках вільного чи обтислого крою. По суті, є полегшеною і укороченою версією комбінації.
Виготовляється з різних видів тканини, таких як мереживо, атлас, бавовна, віскоза. Оформлення може різнитися: буває з вишивкою, малюнком, в комплекті з трусами або без них. Камісоль може носитися як предмет нижньої білизни і в деяких випадках як деталь верхнього одягу.